# Río Engaña
Río Engaña är ett vattendrag i Spanien.   Det ligger i provinsen Provincia de Burgos och regionen Kastilien och Leon, i den norra delen av landet, 290 km norr om huvudstaden Madrid.